# Dunant (Seekabel)
Das Dunant-Seekabel ist ein privates transatlantisches Telekommunikations-Seekabelsystem, welches im September 2020 in Betrieb genommen wurde. Es verbindet Frankreich mit den Vereinigten Staaten und ist im Besitz der Google LLC. Es ist nach dem Schweizer Humanisten Henry Dunant benannt und ermöglichte die erste neue Seekabelverbindung zwischen den Vereinigten Staaten und Frankreich seit 15 Jahren.
Der Bau wurde 2018 angekündigt und von TE Subcom, einem Tochterunternehmen von TE Connectivity, geplant und durchgeführt. Das Kabel erreichte am 13. März 2020 seinen Landungspunkt an der französischen Atlantikküste. Bei der Planung und Realisierung der Landungsstation und Frankreich half das Unternehmen Orange S.A. mit.
Dunant ist das erste Langstreckenseekabel seiner Art, das Space Division Multiplex (SDM) auf zwölf Glasfaserpaaren realisiert. Bisherige Seekabel nutzen laut Google nur sechs oder acht Glasfaserpaare. Das Kabelsystem stellt eine schnellere Verbindung zwischen Nordamerika und Europa her und besitzt einen Datendurchsatz von knapp 250 Terabit pro Sekunde. Damit soll es laut Google möglich sein, die gesamte digitalisierte Kongressbibliothek drei Mal pro Sekunde zu übertragen.
Das Kabel besitzt eine Länge von knapp 6600 Kilometern und Landungspunkte in:
1. Saint-Hilaire-de-Riez,  Frankreich
2. Virginia Beach, Virginia,  Vereinigte Staaten[7]

Das Dunant-Kabel ist Teil eines größeren Projekts, um Google-Cloud-Rechenzentren effektiv und günstig miteinander zu verbinden. Dazu gehört auch das geplante Seekabel Grace Hopper, welches 2022 in Betrieb gehen und die Vereinigten Staaten mit Spanien und dem Vereinigten Königreich verbinden soll.